# Ghiacciaio Thamyris
Il ghiacciaio Thamyris è un ghiacciaio lungo 3 km e largo 2,8, situato sull'isola Anvers, una delle isole dell'arcipelago Palmer, al largo della costa nord-occidentale della Terra di Graham, in Antartide. In particolare, il ghiacciaio, il cui punto più alto si trova a circa 1000 m s.l.m. e che si trova a nord-ovest del ghiacciaio Kleptuza e a sud del ghiacciaio Rhesus, fluisce verso nord-est, partendo dal versante nord-orientale del monte Hector e scorrendo lungo il versante orientale della dorsale Trojan, fino a entrare nella baia di Fournier, tra punta Predel, a nord, e punta Madzharovo, a sud.

## Storia
Il ghiacciaio Thamyris è stato così battezzato dalla Commissione bulgara per i toponimi antartici in onore di Tamiri, poeta e musico della mitologia greca citato anche da Omero nell'Iliade.